# Bahnhof Firenze Campo di Marte
Der Bahnhof Campo Marte ist der zweitgrößte Bahnhof von Florenz und liegt im gleichnamigen Quartier 2 (Campo di Marte). Die neun Bahnsteige sind durch eine Unterführung verbunden. Zusätzlich sind die Bahnsteige über eine Fußgängerbrücke verbunden, welche das Bahngelände überbrückt und die Via Mannelli mit dem Viale Malta verbindet. Campo di Marte ist in erster Linie ein Güter- und Postbahnhof, ist aber auch auf regionaler Ebene in den Personenverkehr eingebunden. Er liegt außerdem in der Nähe des Stadions und wird während der Fußballspiele des AC Florenz von vielen Fans genutzt.

## Baugeschichte

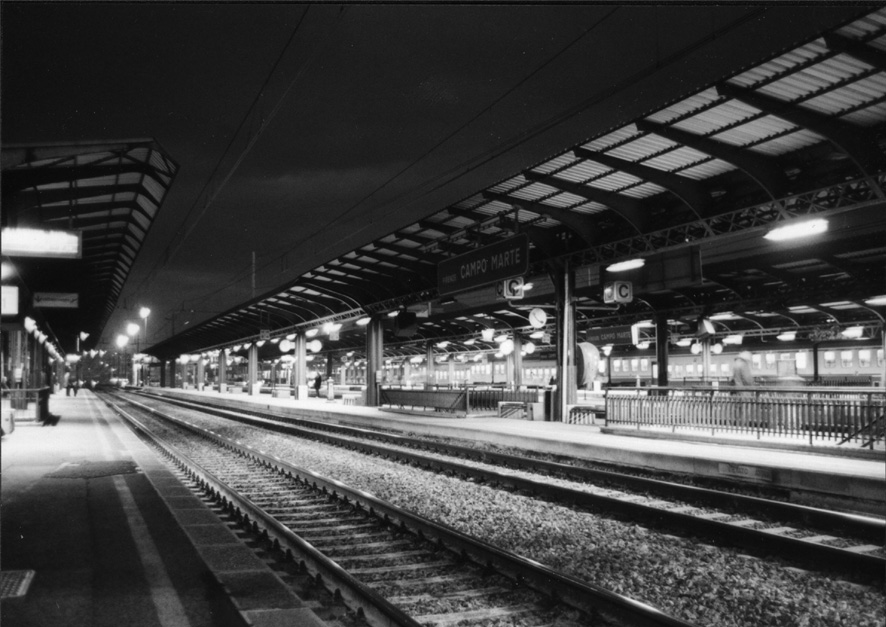
Bahnhof Campo Marte in Florenz

1864 wurde in Florenz eine Kommission eingesetzt, die den Umbau zur Hauptstadt Italiens vorbereiten sollte. Giuseppe Poggi wurde mit der Ausarbeitung eines Planes zu diesem Zwecke beauftragt. Poggi plante die Zusammenfassung der verschiedenen Florentiner Bahnhöfe zu einem großen Hauptbahnhof, der nördlich vom heutigen Bahnhof Firenze SMN zwischen Piazza Cure und der Fortezza da Basso gelegen hätte. Er konnte sich allerdings nicht gegen den Rat der Stadt und die noch eigenständigen Eisenbahngesellschaften durchsetzen. Seine Planungen wurden auch von der bestehenden Bahnlinie Florenz – Arezzo (Via ferrata aretina) behindert, die direkt an den Mauern der Stadt entlangläuft. Hier wurde allerdings schnell klar, das die Gemarkungsgrenze von Florenz (welche bis dahin in den Mauerringen von 1366 bestand) ausgedehnt werden muss, um den neuen Anforderungen an die städtebauliche Entwicklung Rechnung zu tragen. Ein Regierungsbeschluss erlaubte es der Stadt Florenz, Teile der umliegenden Gemeinden Pellegrino, Careggi, Rovezzano, Legnaia, Fiesole, Galluzzo und Bagno a Ripoli einzugemeinden. Dies hatte außerdem den Nebeneffekt, dass eine der Haupteinnahmequellen der Stadtkasse – der Einfuhrzoll auf Waren – erhöht werden konnte.
1866 wurde der erste PRA (Piano regolatore dell’ampliamento) für die rechte Seite des Arno aufgestellt. Darin wurden die Projekte fixiert, welche für das Gebiet Campo di Marte entscheidend in seiner Entwicklung sein sollten: Ein Truppenübungsplatz mit Kasernen, die Zollgrenze und die Verlegung der Bahntrasse. Die Verlegung der Via ferrata aretina sollte Platz schaffen für neue Wohngebiete entlang der ehemaligen Stadtmauer. Es wurde mit dem Zuzug von 50.000 Menschen von Turin nach Florenz gerechnet. Auch das Militär verlangte die Verlegung der Bahnlinie in Richtung der geplanten Kasernen und des Truppenübungsplatzes. Der neue Verlauf der Bahnstrecke wurde für lange Zeit von der Stadt als gut zu kontrollierende Zollgrenze benutzt. So bestand zunächst kein Interesse, die Bahnstrecke nochmals zu verlegen. Für das wachsende Quartier Campo di Marte entwickelte sich die Bahnstrecke immer mehr zum Hindernis und drängte es in eine Randlage. 
1893 genehmigte die Eisenbahnverwaltung den Bau einer einzigen Überbrückung der Bahnstrecke – des Ponte al Pino. Die Übergänge Cure und Lungo l’Affrico blieben ebenerdig und beschrankt. Schon 1899, vor Fertigstellung des Bahnhofs Campo di Marte (1901), gab es Bitten an die Stadtverwaltung, einen Übergang, Tunnel oder befahrbaren Überweg zwischen Ponte al pino und der Piazza Alberti zu bauen.
1906 trat ein neuer Bebauungsplan in Kraft und man versuchte zum ersten Mal eine Verlegung der militärischen Aktivitäten aus der Zone zu erreichen. Nach dem Brand, der den gerade neu gebauten Bahnhof Campo Marte zerstört hatte, machte die Vereinigung der Ingenieure 1908 den Vorschlag, die Bahnstrecke und den Bahnhof direkt an die Hügel von Fiesole nach Norden zu verlegen. Die Stadt einigte sich sogar mit der Verwaltung der Eisenbahnen auf dieses Projekt. Für den aufgelassenen Bahnhof wurden eine Piazza mit sternförmig auseinander laufenden Straßen sowie ein großer Park vorgeschlagen.
1912 ließ die Eisenbahngesellschaft die Brücke an der Piazza Cure errichten. 
1915 wurde ein Bebauungsplan für die gesamte Stadt erstellt und es wurde erneut der Vorschlag gemacht, den Truppenübungsplatz für Wohnbauten zu verwenden. Der Assessor für öffentliche Bauten, Giovanni Bellincioni, machte ein Jahr später Ergänzungsvorschläge zum Bebauungsplan. Sie sahen unter anderem die Verlegung der Bahnstrecke vor, da sie „...ein größeres Hindernis darstellt, als es ein Fluss jemals sein könnte ...“. Für die Piazza d’Armi sah er eine Wohnbebauung vor. Der Plan zur Verlegung der Bahnstrecke nach Norden entfiel letztlich 1924 mit dem nächsten Bebauungsplan. Dieser enthielt außerdem für die Piazza d’Armi ein Bauverbot. Ende der zwanziger Jahre erhielt sie schließlich ihre endgültige Bestimmung für sportliche Zwecke, was 1931 mit der Eröffnung des von Pier Luigi Nervi geplanten Stadions seinen Höhepunkt fand. Später (1937) schlug man auch den Bau eines neuen Bahnhofsgebäudes. Mit diesen Maßnahmen wurde der Bahnhof Campo Marte immer weiter zementiert, obwohl der Bebauungsplan von 1924 als eines der dringlichsten Ziele die Verlegung der Bahnlinie vorgesehen hatte.
1937 machte die Eisenbahnverwaltung der Stadt den Vorschlag, einen großen Hauptbahnhof Campo Marte zu bauen. Daraufhin setzte eine starke Bodenspekulation und Bautätigkeit ein, welche aber sofort wieder zum Erliegen kamen, als das Projekt verworfen wurde. Seit dieser Zeit gab es immer wieder Versuche, die trennende Wirkung der Bahnstrecke und des Bahngeländes zu mildern. Dies gipfelte 1980 in einem Vorschlag von P.A. Cetica, die kompletten Gleisanlagen mit einer gewaltigen Konstruktion zu überbauen. Doch sämtliche Vorschläge und Planungen wurden verworfen, so dass 1986 Paolo Cioni resigniert feststellte: „Währenddessen ist die Direttissima bei Rovezzano stehengeblieben und die Schlinge der Eisenbahn ist mit ihrer unvermeidbaren Haltestelle, umherirrend zwischen der Porta alla Croce und Coverciano, immer noch DAS städtebauliche Problem von Florenz“. 
Seit geraumer Zeit ist der Bahnhof Firenze Campo Marte nun in die Planung für die Hochgeschwindigkeitstrasse Bologna–Florenz–Rom einbezogen und soll in Zukunft verstärkt die Rolle eines Regionalbahnhofs übernehmen.

## Galerie

Campo Marte auf einem Gemälde von 1860
Florenz vor der Erweiterungsplanung im Jahre 1861
Giuseppe Poggis Plan für die Stadterweiterung von Florenz (1865)
Die Zollhäuser „Barriera delle Querce“ in Florenz (um 1895)
Das Bahnhofsgebäude Campo Marte um 1901
„Piazza d’Armi“ in Florenz um 1900
Varianten für die Verlegung des Bahnhofs (1908)